# Edgar Hernández
Edgar Hernández, född den 8 juni 1977, är en mexikansk friidrottare som tävlar i gång.
Hernández har deltagit vid bara ett internationellt mästerskap och det var VM 2001 då han tävlade på 50 km gång och slutade på en andra plats på tiden 3:46.12.